# Mário Domingues
Pour les articles homonymes, voir Domingues.
Mário José Domingues, né le 3 juillet 1899 sur l'île de Principe (actuel Sao Tomé-et-Principe) et mort le 24 mars 1977 à Costa de Caparica (Portugal), est un écrivain, publicitaire, journaliste, traducteur et historien portugais.
Auteur de plus de 200 ouvrages (fiction et essais), c'est l'un des écrivains portugais les plus prolifiques de tous les temps.